# Jan Tulleken

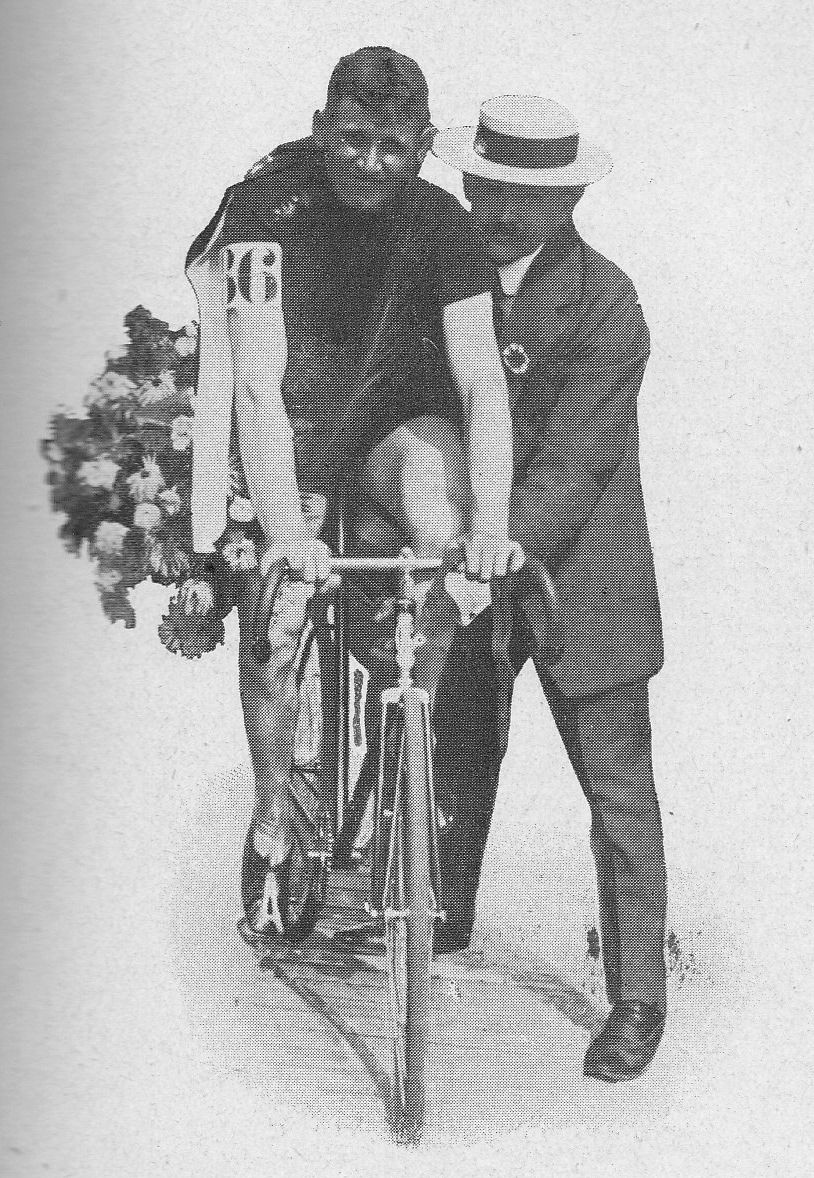
Jan Tulleken (1906)

Johannes Petrus Wilhelmus „Jan“ Tulleken (* 30. November 1883 in Haarlem; † 3. November 1962 ebenda) war ein niederländischer Radrennfahrer und nationaler Meister im Radsport.
Jan Tulleken war einer der stärksten Radrennfahrer der Niederlande in den Jahren vor dem Ersten Weltkrieg, auf der Straße wie auf der Bahn. 1907 wurde er niederländischer Meister im Straßenrennen. 1909, 1912 und 1915 errang er den nationalen Titel im Sprint. Insgesamt gewann er sieben niederländische Meistertitel. Nach dem Ende seiner aktiven Radsport-Karriere agierte er noch viele Jahre als Wettkampfrichter.